# Har Shelomo
Har Shelomo (hebreiska: הר שלמה) är ett berg i Israel.   Det ligger i distriktet Södra distriktet, i den södra delen av landet. Toppen på Har Shelomo är 699 meter över havet, eller 133 meter över den omgivande terrängen. Bredden vid basen är 1,1 km.
Terrängen runt Har Shelomo är huvudsakligen kuperad, men åt nordväst är den platt. Runt Har Shelomo är det ganska glesbefolkat, med 42 invånare per kvadratkilometer. Närmaste större samhälle är Eilat, 5,5 km sydost om Har Shelomo. Trakten runt Har Shelomo är ofruktbar med lite eller ingen växtlighet.